# IC 4087
IC 4087 је спирална галаксија у сазвјежђу Береникина коса која се налази на листи објеката дубоког неба у Индекс каталогу.
Деклинација објекта је + 19° 59' 39" а ректасцензија 13h 2m 0,4s. Привидна величина (магнитуда) објекта IC 4087 износи 15,2 а фотографска магнитуда 16,0.